# Maria Francesca d'Angulema
Maria Francesca de Valois-Angulema (27 de març de 1631 - 4 de maig de 1696 a Alençon), duquessa d'Angulema, comtessa de Lauraguès, de Ponthieu i d'Alais, fou la filla de Lluís Manel d'Angulema (Lluís Manel de Valois-Angulema) (a vegades només Lluís) (i per tant rebesneta del rei Carles IX de França i d'Enriqueta de La Guiche.
Es va casar el 3 de novembre de 1649 a Toló (francès Toulon) amb Lluís de Guisa-Joyeuse, duc de Joyeuse, del qual va tenir dos nens:
- Lluís Josep de Guisa el 1650;
- Caterina Enriqueta de Guisa el 1651, morta el 1655.

A la mort del seu pare Lluís Manel d'Angulema, va obtenir per carta del 19 de juliol de 1653 els títols de duquessa d'Angulema i de comtessa de Ponthieu, Lauraguès i Alais i l'usdefruit vitalici (compartit amb el marit) d'aquestos dominis. Vídua el 27 de setembre del següent any, comença llavors a sofrir de trastorns mentals. Es va retirar a l'abadia d'Essay, prop d'Alençon, on va morir el 4 de maig i on fou inhumada el 6 de maig de 1696. L'usdefruit del ducat d'Angulema es va extingir i el ducat va tornar llavors definitivament a la corona que ja tenia la nua-propietat.